# Betibú
Betibú es una película argentina policial de 2014 dirigida por Miguel Cohan y basada en la novela homónima de Claudia Piñeiro. Está protagonizada por Mercedes Morán, Daniel Fanego, Alberto Ammann y José Coronado.

## Sinopsis
Luego de que Pedro Chazarreta aparece asesinado en el barrio cerrado La Maravillosa, el diario El Tribuno contrata a la novelista policíaca retirada Nurit Iscar/Betibú (Mercedes Morán) para que se instale en el barrio y realice una serie de columnas periodísticas sobre el caso. Junto al jefe de policiales del diario, Mariano Saravia (Alberto Ammann), y un veterano periodista, Jaime Brena (Daniel Fanego), Betibú comienza a investigar el asesinato.
Mediante una foto vieja de la adolescencia de Chazarreta, en la que se lo muestra con sus compañeros de secundaria, el grupo descubre una aparente conexión entre este asesinato y una sucesión de muertes aparentemente triviales de los otros integrantes de la foto. A su vez, Betibú debe hacer frente a su pasado emocional con el director del diario, Lorenzo Rinaldi (José Coronado), quien busca restablecer la relación.

## Reparto
- Mercedes Morán como Nurit Iscar/Betibú
- Daniel Fanego como Jaime Brena
- Alberto Ammann como Mariano Saravia
- José Coronado como Lorenzo Rinaldi
- Osmar Núñez como Roberto Gandolfini
- Norman Briski como Gato
- Lito Cruz como Venturini
- Gerardo Romano como Luis Collazo
- Mario Pasik como Pedro Chazarreta
- Fabián Arenillas como Hermano de Chazarreta
- Marina Bellati como Karina
- Carola Reyna como Paula[3]
- Guido D’Albo como Marcos Miranda
- Nicolás Riedel como Matías hijo de Nurit

## Recepción
Betibú tuvo un moderado éxito comercial, con un estreno en noventa y dos pantallas y un público asistente de setenta mil espectadores al finalizar el primer fin de semana en cartelera. La recaudación de 354 mil dólares durante la primera semana la posicionó en el tercer lugar en la taquilla argentina, por debajo de Noé y Captain America: The Winter Soldier. Al concluir la cuarta semana, la película ya sumaba más de 220 mil espectadores en el país y un millón de dólares en recaudación, ubicándose en el quinto lugar de la taquilla semanal. La película terminó su carrera comercial en Argentina con aproximadamente 273.357 espectadores.
La película fue generalmente bien acogida por los críticos, con un total de 72 puntos sobre cien en el sitio de recopilación de reseñas Todas las Críticas. El crítico Matías Lértora la describió como «uno de los mejores policiales nacionales de todos los tiempos», mientras que Hugo Sánchez, de Tiempo Argentino, la definió como «una película honesta, un film industrial de calidad que logra superar sus inconvenientes y no decepciona». Por su parte, Rosa Gronda, de El Litoral, evaluó que Betibú tenía una «irreprochable factura técnica, con buena muñeca en el manejo del suspenso y el pulso narrativo». Lucas Rodríguez la definió como «una película sólida y de apariencia pulida, sin olvidarse de las raíces costumbristas» y dijo que «no todos los días se estrena un film con la calidad de Betibú».
Por otro lado, el crítico Mex Faliero expresó que Betibú «suma problemas narrativos con una historia de investigaciones insuficiente y unos personajes repletos de clichés mal trabajados». A su vez, dijo que «no sólo es poco rigurosa y da miles de vueltas sin mayor vuelo visual y narrativo, sino que además al llegar la hora de las conclusiones y resoluciones es bastante insatisfactoria». Ezequiel Boetti, de Página 12, dijo que era una película «técnicamente irreprochable y con un casting justísimo» y que el director Miguel Cohan se mostraba «como un narrador de policiales aplomado y seguro». Según él, Betibú es «una de las películas que mejor aprehende el modelo comercial y artístico de Hollywood en los últimos años» y tenía «un relato terso y fluido». Sin embargo, criticó el final, alegando que su «vocación eminentemente masiva muestra su anverso en los últimos 25 minutos, cuando el diablo del redondeo mete su cola obligando a un apelotonamiento de explicaciones en off para culminar en una arbitrariedad de guion». Concluyó que era un «desenlace agujereado e incluso facilista» y que dejaba a la película «a mitad de camino».